# Miturga ferina
Miturga ferina là một loài nhện trong họ Miturgidae.
Loài này thuộc chi Miturga. Miturga ferina được Eugène Simon miêu tả năm 1909.